# Chitty Chitty Death Bang
«Chitty Chitty Death» (titulado «Chitty chitty bang muerte» en España y «El cumpleaños de Stewie» en Hispanoamérica) es el tercer episodio de la primera temporada de la serie Padre de familia. La trama se centra en Peter, quien intenta solucionar el problema del primer cumpleaños de su hijo Stewie después de perder la reserva en un restaurante familiar después de discutir con el gerente del local, por otro lado, Meg se hace amiga de Jennifer, la cual resulta ser miembro de una secta.
El episodio está escrito por Danny Smith y dirigido por Dominic Polcino, como artistas invitados prestan sus voces a sus respectivos personajes: Butch Hartman, Waylon Jennings, Rachael MacFarlane y John O'Hurley entre otros habituales de la serie.
Chitty Chitty Death Bang recibió alabanzas por parte del crítico Ahsan Haque por su argumento y el uso de las referencias culturales.

## Argumento
Ante la llegada del primer cumpleaños de Stewie, Lois ha pedido plaza en el restaurante familiar Cheesie Charlie's por lo que manda a su marido junto con Chris a que pague la reserva, sin embargo Peter tiene un altercado con un niño, el cual acaba robándole el reloj. Cuando llega el gerente a poner paz de por medio, este amenaza con buscar otro sitio para celebrar el cumpleaños de su hijo, sin embargo solo consigue cancelar la reserva. A sabiendas de que su mujer se va a cabrear, Peter decide mentirle diciendo que ese sitio es inadecuado para un niño a pesar de que la mujer no se cree su "historia", aun así, Peter la consuela al convencerla de que ya tiene planeado una alternativa, hacer la fiesta en su casa sin necesidad de que Lois tenga que hacer nada por lo que decide confiar en él. Mientras tanto, Stewie malinterpreta las palabras de sus parientes, ya que piensa que van a mandarle de vuelta al útero, pronto Stewie empieza a recordar cuando salió (i.e nació) el primero al que vio fue un hombre con uniforme blanco, el cual cree que quiere acabar con él. Antes de enfrentarse a él, decide viajar a Nicaragua y contratar a un grupo de mercenarios que le ayuden con el "hombre de blanco", sin embargo es retenido en el mismo aeropuerto por un securata que piensa que Stewie se ha escapado y que no quiere volver, tras un rato conversando, el infante recapacita y decide enfrentarse él solo a sus problemas.
Por otro lado, Meg está teniendo dificultades para integrarse en la escuela hasta que conoce a una joven de su edad llamada Jennifer. Tras presentársela a su madre, esta le comunica que le ha invitado a una fiesta, pero Lois le prohíbe asistir debido a que se acerca el cumpleaños de Stewie, aun así consigue engañar a su padre y le convence para que la lleve hasta la casa de Jennifer.
Peter, decepcionado consigo mismo por no conseguir la fiesta que le prometió a su mujer, decide secuestrar un circo que estaba desfilando por Quahog hasta llevarlos a su propiedad para suspiro de Lois que ya empezaba a desesperar, sin embargo entra en depresión cuando Peter le cuenta que ha llevado a Meg a la casa de su amiga donde se celebrará la "fiesta" sin percatarse que en realidad se trata de una secta religiosa en donde los miembros se están preparando para un suicidio masivo. Visiblemente triste, Lois le dice que la fiesta, más que por Stewie, es por ver a la familia reunida, por lo que Peter decide ir a por ella. Una vez llega, este interrumpe a Meg cuando estaba a punto de beber una copa de ponche (el ponche está envenenado), sin pretenderlo siquiera, Peter acaba convenciendo a todos de que se unan al cumpleaños de su hijo por el que acaban brindando todos menos él y Meg que ven que el tiempo apremia. Tras beber, todos los miembros congregados fallecen en el acto para disgusto del líder que se encuentra a todos sin vida menos a Meg, por lo que decide ir en su búsqueda para finalizar su ritual. Tras coger una bata blanca, les sigue hasta la casa de los Griffin donde se cuela mientras, toda la familia (menos Stewie) e invitados están concentrados en el jardín ajenos al intruso que se ha colado. Por otro lado, Stewie confunde al líder de la secta con el hombre de blanco y lo mata.
El episodio finaliza con Stewie pidiendo su primer deseo, aunque en un principio piensa en guerras y destrucción, cambia de idea y cree que lo mejor es ver a todos los presentes bailando al estilo disco.

## Producción
Chitty Chitty Death Bang está escrito por Danny Smith y dirigido por Dominic Polcino. Aparte del reparto habitual, en el episodio participaron actores y parte del equipo técnico de la serie, los cuales prestaron las voces a sus respectivos personajes: los actores, Patrick Bristow, John O'Hurley y Waylon Jennings, este último asimismo como voz en off. Butch Hartman puso la voz del Sr. Weed y otros personajes, el guionista Gary Janetti interpretó al demonio. Entre el reparto habitual se incluyen Mike Henry, quien debuta en la serie con Cleveland Brown y Lori Alan como Diane Simmons. Este es el primer episodio en el que Rachael MacFarlane aparece como artista invitada en el papel de Jennifer. Más tarde acabaría siendo una actriz de voz habitual del reparto. Rachael declaró que Seth le preguntó si quería prestar su voz para la serie, pero tuvo que hacer una prueba para el papel.
El nombre del episodio fue concebido por Seth MacFarlane, quien se basó en programas radiofónicos de los años 30 y 40, en especial, del programa Suspense; sin embargo esta dinámica de convenciones finaliza con el episodio A Hero Sits Next Door debido a que los episodios se estaban volviendo difíciles de distinguir e identificar.

Soy un gran fan de los antiguos dramas radiofónicos y me vino esta idea cuando la serie seguía intentando encontrarse en el principio, el título de cada episodio podría ser una referencia obvia a los dramas de suspense de los años 40. Y aunque, títulos cómo Death Has A Shadow y Mind Over Murder no tengan nada que ver con la serie. Nos dimos cuenta de que esos títulos podrían dejar de tener gracia a los cuatro episodios. Son las 02:00 h y estamos intentando arreglar esas cosas. Así que tendremos que optar por títulos más tradicionales.